# Vagaria ollivieri
Vagaria ollivieri là một loài thực vật có hoa trong họ Amaryllidaceae. Loài này được Maire miêu tả khoa học đầu tiên năm 1936.